# Bryaninops erythrops
Espèce
Bryaninops erythrops est une espèce de poisson marin de la famille des Gobiidae.
Ce petit gobie est présent dans les eaux tropicales de l'Indo-pacifique, Mer Rouge incluse. 
Sa taille maximale est de 2,3 cm.